# 馮符
馮符（1522年—？），字信伯，號五芝，直隸蘇州府吳縣人，匠籍，明朝政治人物。

## 生平
壬子科（1552年）應天府鄉試第二十九名舉人。嘉靖三十五年（1556年）中式丙辰科會試第一百二十二名，三甲第五十二名進士。都察院观政，授江西永新县知县，三十八年升工部主事，四十一年升员外，四十二年升郎中，四十四年升江西撫州府知府，隆慶二年疏請致仕。

## 家族
曾祖馮禎；祖父馮珵；父馮淮，贈工部主事加知府。母陸氏，贈安人加恭人。弟冯笏（隆庆五年进士）。